# Martin Keßler (Schauspieler)
Martin Keßler (* 13. März 1960 in Oberhausen) ist ein deutscher Schauspieler, Synchronsprecher sowie Hörspielsprecher und Hörbuchsprecher. Seine Stimme wurde vor allem durch seine Arbeit als Stammsynchronsprecher für Nicolas Cage und Vin Diesel bekannt.

## Werdegang
Keßler wurde 1960 in Oberhausen geboren und wuchs unter anderem in Duisburg und Düsseldorf auf, wo er bereits als Jugendlicher Theater spielte. Er zog nach Berlin und absolvierte dort eine private Schauspielausbildung. Nach einigen Jahren am Theater, er spielte u. a. in Ein Sommernachtstraum oder Die Katze auf dem heißen Blechdach, begann Keßler als Synchronsprecher zu arbeiten, was schon bald sein beruflicher Schwerpunkt wurde. 1994 wurde er von einer Produzentin als Stimme für Nicolas Cage im Film Schneesturm im Paradies gecastet. Keßler ist seitdem dessen deutsche Feststimme.
Seit 1997 ist Keßler auch als Dialogbuchautor und Dialogregisseur tätig. Zwischenzeitlich spricht Keßler auch in Hörbüchern und Videospielen. In Funk- und TV-Spots taucht seine Stimme ebenfalls auf, so zum Beispiel für die Marken Snickers, Mixery und Red Bull Cola.

### Synchronisation
Seine ersten großen Rollen als Synchronsprecher hatte er ab 1988 als Danny Dallas (Ted Wass) in der Sitcom Die Ausgeflippten, als Special Agent Jim Rhodes (Stephen Brooks) in der Krimiserie FBI, als Privatdetektiv Paul Drake (William Hopper) in der Anwaltsserie Perry Mason, als Father Mulcahy (William Christopher) in M*A*S*H und als Frankie Santana (Eddie Velez) in Das A-Team.
Seit dem Film Schneesturm im Paradies (1994) ist Martin Keßler Stammsprecher von Nicolas Cage (unter anderem in Con Air; The Rock – Fels der Entscheidung; Nur noch 60 Sekunden; Das Vermächtnis der Tempelritter; Face/Off – Im Körper des Feindes oder Lord of War – Händler des Todes). Im Film Leaving Las Vegas synchronisiert er allerdings nicht Nicolas Cage, sondern Julian Sands als Yuri.
In der Westernserie Die Abenteuer des Brisco County jr. sprach er die Hauptrolle des Brisco County jr. (Bruce Campbell), in Akte X – Die unheimlichen Fälle des FBI lieh er dem FBI-Agenten Jeffrey Spender (Chris Owens) seine Stimme und in Emergency Room synchronisierte er Dr. Romano (Paul McCrane).
Für die Serien Outer Limits – Die unbekannte Dimension, The Shield, Deadwood und American Odyssey schrieb er die deutschen Dialoge und führte Dialogregie. Auch in der Fernsehserie Sons of Anarchy, wo er zusätzlich den Schauspieler David Labrava als Happy Lowman spricht.
Für Vin Diesel ist Keßler seit Pitch Black – Planet der Finsternis bzw. The Fast and the Furious Stammsprecher. In James Bond 007 – Die Welt ist nicht genug lieh er Robert Carlyle als Renard seine Stimme, in Galaxy Quest ist er für Tim Allen zu hören. Außerdem synchronisierte er Temuera Morrison als Jango Fett, Boba Fett und fast alle Klonsoldaten in Star Wars: Episode II – Angriff der Klonkrieger sowie die Klonkrieger in Star Wars: Episode III – Die Rache der Sith, Star Wars: The Clone Wars, und in den Serien Star Wars: Clone Wars (von 2003 bis 2005), Star Wars: The Clone Wars, Star Wars Rebels, sowie The Mandalorian, Star Wars: The Bad Batch, Das Buch von Boba Fett und Ahsoka.
Für den Film Troja entschied Regisseur Wolfgang Petersen, dass Brad Pitt anstatt von Stammsprecher Tobias Meister von Keßler gesprochen wird. Er sprach Pitt bereits 1994 im Film Legenden der Leidenschaft.
Im Anime-Film Dragon Ball Z – Der legendäre Super-Saiyajin sprach Keßler 2003 die Figur des Paragus.
Für die US-Comedy Serie The Hard Times of RJ Berger sprach Keßler die Figur des Football-Coaches Sinclair. In der Starz-Serie Spartacus lieh er dem von Peter Mensah gespielten Drago / Oenemaus seine Stimme.

### Hörspiele
Martin Keßler hatte je eine Sprechrolle als Tierarzt Robert Eichhorn in der Hörspielserie Bibi und Tina (Folgen 1, 2 und 6), in der Serie Faith: The Van Helsing Chronicles als Nathan Pierce und als Cherub in Wolfgang Hohlbeins Der Greif. Außerdem hatte er diverse Rollen in Geisterjäger John Sinclair (Edition 2000). Weiter ist er als Bashar in Dodos Reisen (dem vierten Teil der Hörspielreihe Dodo von Ivar Leon Menger) sowie seit der Folge Pilgrim 2000 der Hörspielserie Mark Brandis als Lieutenant Pablo Torrente zu hören. Darüber hinaus spricht er die Hörbuchreihe Die Chroniken des Raben von James Barclay und ist Teil der Hörbuchreihe Die Elfen von Bernhard Hennen. Zudem ist er auch in den Hörspiel-Adaptionen von James Lucenos Star Wars Romanen Labyrinth des Bösen und Dunkler Lord – Der Aufstieg des Darth Vader (Dark Lord) zu hören (Regie: Oliver Döring). In der dritten Staffel von Monster 1983 von Ivar Leon Menger (2017) spricht Martin Keßler die Rolle des Sergeant Fox.
- 2002: Wolfgang Hohlbein: Der Greif (Audio-CDs)
- 1999: Reinhard Kuhnert: Gemeinsam der Zukunft entgegen – Regie: Reinhard Kuhnert/Hilmar Bachor (Hörstück – WDR)

### Hörbücher (Auswahl)
- Bibel der Toten von Tom Knox (d. i. Sean Thomas), Hoffmann und Campe, 6 CDs gekürzt, 388 Min. 2012, ISBN 978-3-455-30751-1.
- Die Wahrheit des Blutes von Jean-Christophe Grangé, Lübbe Audio Köln, 6 CDs gekürzt, 382 Min., 2013, ISBN 978-3-7857-4790-2.
- Missing. New York von Don Winslow, Spieldauer: 6 Stunden und 42 Minuten, 6 CDs Ungekürzte Ausgabe. 2014, ISBN 978-3-8398-1357-7.
- Mein bist du von Luke Delaney, Spieldauer: 6 Stunden und 39 Minuten, 6 CDs Ungekürzte Ausgabe. 2014, ISBN 978-3-7857-4962-3.
- Germany von Don Winslow, Spieldauer: 7 Stunden, 6 CDs Ungekürzte Ausgabe. 2016, ISBN 978-3-8398-1488-8.
- Wie geht eigentlich Demokratie #FragFloid von LeFloid, Spieldauer: 3 Stunden und 40 Minuten, 3CDs. 2017, ISBN 978-3-8398-4158-7.
- Die Fesseln des Bösen von Jean-Christophe Grangé, Spieldauer: 14 Stunden. und 21 Minuten (Hörbuch-Download), Lübbe Audio, 2021 (Audible: 2020), ISBN 978-3-8387-9275-0
- Tag der Asche von Jean-Christophe Grangé, Spieldauer: 8 Stunden. und 6 Minuten, Lübbe Audio, 2022, ISBN 978-3-7857-8433-4

## Synchronrollen (Auswahl)

### Synchronrollen

#### Filme und Serien
- 1982: in Es war einmal... der Weltraum als Kommandant Powers (S01E23 – Auf nach Yama)
- 1986: in Es war einmal... das Leben als Hämo, das rote Blutkörperchen (S01E17 – Uns gibt's zweimal – Die Nieren)
- 1994: Brad Pitt in Legenden der Leidenschaft als Tristan Ludlow
- 1999: Tim Allen in Galaxy Quest – Planlos durchs Weltall als Jason Nesmith
- 1999: Robert Carlyle in James Bond 007 – Die Welt ist nicht genug als Viktor Zokas / Renard
- 2002: Temuera Morrison in Star Wars: Episode II – Angriff der Klonkrieger als Jango Fett und die Klonkrieger
- 2003: Hikaru Hanada in Detektiv Conan als Inspektor Nishimura
- 2003: Iemasa Kayumi in Dragon Ball Z – The Movie: Der legendäre Super-Saiyajin als Paragus
- 2003–2005: André Sogliuzzo in Star Wars: Clone Wars als Klonkrieger
- 2004: Brad Pitt in Troja als Achilles
- 2004: Vin Diesel in Riddick: Chroniken eines Kriegers als Riddick
- 2005: Temuera Morrison in Star Wars: Episode III – Die Rache der Sith als Commander Cody und die Klonkrieger
- 2008: Dee Bradley Baker in Star Wars: The Clone Wars als Captain Rex und alle Klonkrieger
- 2008: Vin Diesel in Babylon A.D.
- 2008–2014, 2020: Dee Bradley Baker in Star Wars: The Clone Wars als Captain Rex, Commander Cody und alle Klonkrieger
- 2009: Temuera Morrison in The Marine 2 als Damo
- 2010–2013: Peter Mensah in Spartacus als Drago / Oenemaus
- 2011: Temuera Morrison in Green Lantern als Abin Sur
- 2012–2015: David Labrava in Sons of Anarchy als Happy Lowman
- 2016–2018: Dee Bradley Baker in Star Wars: Rebels als die Klone Captain Rex, Gregor und Commander Wolffe
- 2016: Daniel Wu in Warcraft: The Beginning als Gul’dan
- 2018: Nicolas Cage in Spider-Man: A New Universe als Spiderman Noir
- 2020: David Labrava in Mayans M.C. als Happy Lowman
- 2020: Temuera Morrison in The Mandalorian als Boba Fett
- 2021–2024: Dee Bradley Baker in Star Wars: The Bad Batch als Kloneinheit 99 und übrige Klonkrieger
- 2021–2022: Temuera Morrison in Das Buch von Boba Fett als Boba Fett
- 2022: Temuera Morrison in Obi-Wan Kenobi als Klon-Veteran
- 2022: Vin Diesel in Thor: Love and Thunder als Stimme von Groot
- 2022: Vin Diesel in Ich bin Groot als Stimme von Groot und Trevor Devall als Stimme von Iwua
- 2022: Vin Diesel in The Guardians of the Galaxy Holiday Special als Stimme von Groot
- 2023: Vin Diesel in Guardians of the Galaxy Vol. 3 als Stimme von Groot
- 2023: Temuera Morrison in Ahsoka als Stimme von Captain Rex

### Videospiele
| Rollenname            | Videospiel                                                |
| --------------------- | --------------------------------------------------------- |
| Mannimarco            | Elder Scrolls Online                                      |
| Boba Fett             | Star Wars Jedi: Survivor                                  |
| Sam Fisher            | Tom Clancy’s Splinter Cell                                |
| Milo Burik            | Wheelman feat. Vin Diesel                                 |
| Kain                  | Legacy of Kain: Blood Omen 2                              |
| Kain                  | Legacy of Kain – Defiance                                 |
| Dunkelelf             | Sacred                                                    |
| David                 | Silver                                                    |
| Sheriff Truart        | Dark Project 2: The Metal Age                             |
| Jericho               | Driver San Francisco                                      |
| Quinto                | Star Trek: Elite Force 2                                  |
| Romulanische Soldaten | Star Trek: Elite Force 2                                  |
| Der Tote Kel          | Kingdoms of Amalur: Reckoning                             |
| Frederic-104          | Halo 2: Anniversary – „Halo: The Master Chief Collection“ |
| Frederic-104          | Halo 5: Guardians                                         |
| Soldier: 76           | Overwatch                                                 |
| Victor Vran           | Victor Vran                                               |
| Sam Fisher            | Tom Clancy´s Ghost Recon: Breakpoint                      |

## Musik
Martin Keßler sprach bei folgenden Songs für das Musikprojekt E Nomine:
| Titel            | Album                                            | Jahr |
| ---------------- | ------------------------------------------------ | ---- |
| Himmel & Hölle   | Das Testament                                    | 1999 |
| Ave Maria        | Das Testament                                    | 1999 |
| Aus dem Jenseits | Finsternis                                       | 2002 |
| Carpe Noctem     | Die Prophezeiung – Spezial Edition               | 2003 |
| Opus Magnum      | Das Beste aus... Gottes Beitrag und Teufels Werk | 2004 |

Des Weiteren sprach er unter anderem auch bei folgenden Titeln der Band Diary of Dreams:
| Titel                  | Album | Jahr |
| ---------------------- | ----- | ---- |
| Into X                 | Ego:X | 2011 |
| Element 1: Zeitgeist   | Ego:X | 2011 |
| Element 2: Illusion    | Ego:X | 2011 |
| Element 3: Stagnation  | Ego:X | 2011 |
| Element 4: Angst       | Ego:X | 2011 |
| Element 5: Resignation | Ego:X | 2011 |
| Out of X               | Ego:X | 2011 |

Auch finden sich diverse Aufnahmen von Keßlers Stimme (wie auch ein Sample von Charles Rettinghaus) in dem 2001 veröffentlichten Clubhit Snuff Machinery von SITD; diese wurden jedoch nicht von Keßler und Rettinghaus extra für die Single eingesprochen, sondern es handelt sich dabei um Samples der deutschen Synchronisation von Cage’ Film 8mm – Acht Millimeter (1999).